# Carl Eric Wadenstierna
Carl Eric Wadenstierna, född 22 februari 1723, död 5 januari 1787, var en svensk ämbetsman och politiker.

## Biografi
Carl Eric Wadenstierna var son till Thomas Wadenstierna. Efter avslutade studier valde Wadenstierna den civila ämbetsmannabanan och blev 1755 protokollsekreterare, 1762 krigsråd och 1773 statssekreterare för krigsärendena, från vilken post han 1781 tog avsked. Under frihetstidens senare skede gjorde sig Wadenstierna känd som en av Hattpartiets stridbarare krafter på Riddarhuset samt var vid 1769 och 1771 års riksdagar ledamot av sekreta utskottet. Vid den senare var han också en av dem som på Gustav III:s begäran sökte få till stånd en förlikning mellan de båda partierna. Åren 1762–1766 var han fullmäktig i riksens ständers kontor. Efter revolutionen syntes han till en början vid kungens sida och lämnade honom sitt stöd vid 1778 års riksdag. Men 1786 intog han som en av sitt stånds elektorer och ledamot av lagutskottet åter en ledande ställning inom oppositionen. Särskilt gjorde han sig bemärkt genom sitt förslag om ståndsprotokollernas tryckning och var huvudtalaren för bevillningens åtagande på endast fyra år. Wadenstierna blev 1779 riddarhusdirektör.

### Familj
Den 28 oktober 1756 gifte Wadenstierna sig med Jakobina Sofia Psilanderhielm (1733–1768) och fick med henne tre barn, av vilka Sofia Wadenstierna gifte sig med Sveriges förste justitieombudsman, Lars Augustin Mannerheim. Hustrun dog 1768 och han gifte om sig den 19 april 1770 med Fredrika Carleson (1734–1794). Inga barn föddes i andra äktenskapet.

### Utmärkelser
- Riddare av Nordstjärneorden

## Översättningar
- Den alamodiske cavalieren, fransk komedi i fem akter med text av Saint-Yon och Florent Carton Dancourt.[2] Översatt av Wadenstierna år 1747.[3]

## Bilder

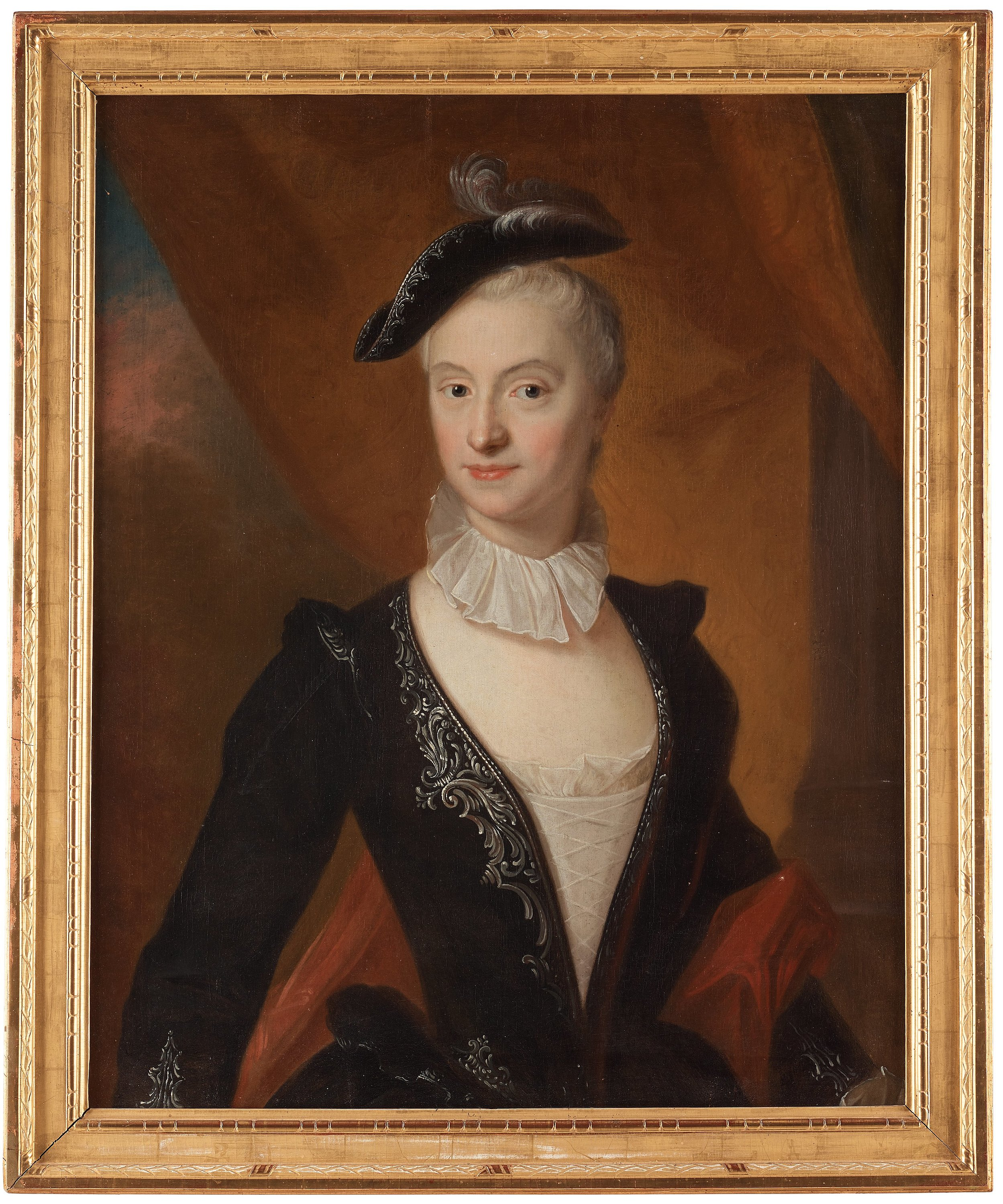
Carl Eric Wadenstiernas första hustru, Jakobina Sofia Psilanderhielm. Avporträtterad av Johan Henrik Scheffel.
Wadenstierna avporträtterad av Niklas Lafrensen.
Fredrika, Wadenstiernas andra hustru, avporträtterad av Niklas Lafrensen.